# 長隆夜間動物世界
長隆夜間動物世界是一間曾位於中國廣東省廣州市番禺區迎賓路的動物園。是由同市的香江野生動物世界新組建的長隆集團投資近10億人民幣建設，於2000年12月開幕。作為中國首座夜間動物園，該動物園的主題是令遊客可以欣賞動物在晚間時的生態。長隆夜間動物世界与香江野生动物世界、长隆欢乐世界、长隆水上乐园、长隆国际马戏大剧院、长隆酒店、香江大酒店同属广东长隆集团。於2005年拆卸改造為長隆歡樂世界。